# Гейнор, Альфред
Альфред Гейнор (англ. Alfred Gaynor; 10 декабря 1966, Спрингфилд, штат Массачусетс) — американский серийный убийца, совершивший с апреля 1995 года по март 1998 года серию из 9 убийств, сопряжённых с изнасилованиями в городе Спрингфилд, штат Массачусетс. Впоследствии Гейнор был приговорен к нескольким срокам в виде пожизненного лишения свободы.

## Биография
О ранних годах жизни Гейнора известно мало. Известно, что Альфред Гейнор родился 10 декабря 1966 года в городе Спрингфилд, штат Массачусетс. Имел несколько братьев и сестер. По одним данным, посещал школу «Roger L. Putnam High School». В школьные годы Гейнор посещал секцию дополнительного образования по обучению автомехаников. После школы Гейнор, не имея образования, вынужден был заниматься низкоквалифицированным трудом, впоследствии в конце 1980-х он освоил профессию автомеханика и устроился на работу в автосервис, также периодически подрабатывал поденщиком. В то же время он стал увлекаться алкогольными напитками и наркотическими веществами. В начале 1990-х Альфред приобрел наркозависимость, вследствие чего стал вести маргинальный образ жизни.

## Серия убийств
Серия убийств началась в начале апреля 1995 года, когда Гейнор явился в квартиру 45-летней Веры Голлумс с просьбой переночевать. В середине ночи Гейнор напал на спящую женщину, связал и избил её, нанеся ей черепно-мозговую травму, от которой она скончалась. После смерти жертвы Альфред совершил изнасилование её трупа, ограбил квартиру и скрылся. Её тело было найдено 20 апреля того же года.
15 июня 1997 года Альфред Гейнор недалеко от своего дома познакомился с 34-летней Джилл Энн Эрмиллини, которая также страдала наркозависимостью. Заманив девушку на автомобильную парковку с целью продажи наркотических средств, Гейнор совершил на неё нападение, в ходе которого задушил и ограбил её, после чего спрятал её тело в кузове одного из грузовиков. 24 октября 1997 года Гейнор познакомился с 29-летней наркоманкой Робин Аткинс. После совместного употребления кокаина преступник, будучи в состоянии аффекта, совершил нападение на Аткинс в одном из переулков Даунтауна, где избил и изнасиловал её. После совершения преступления Гейнор задушил жертву и похитил из её кошелька деньги и другие предметы, представляющие материальную ценность.
31 октября 1997 года преступник познакомился с 38-летней Джоанн Томас, которая согласилась оказать ему сексуальные услуги в обмен на предоставление наркотических средств. Оказавшись в апартаментах женщины, Гейнор напал на неё и подверг содомии, после чего задушил. На месте преступления Гейнор оставил свои биологические следы и отпечатки пальцев. Через две недели, 14 ноября того же года Гейнор явился в дом своей давней подруги 33-летней Иветты Торрес. В ходе совместного распития алкогольных напитков и употребления наркотических средств, поздно вечером преступник совершил нападение на Торрес, в ходе которого задушил её. После совершения убийства Гейнор похитил из её дома видеомагнитофон и ряд других предметов, представляющих ценность, которые позже продал.
1 февраля 1998 года Альфред явился в один из притонов, где осуществлялась продажа наркотиков. В тот же вечер он познакомился с 38-летней Лореттой Дэниелс, которая согласилась оказать Гейнору сексуальные услуги в обмен на наркотические средства. На расстоянии нескольких кварталов от места расположения притона убийца в одном из переулков задушил Дэниелс, после чего произвел над её телом акт содомии, оставив на трупе свои биологические следы. Её тело было найдено на следующий день. Очередное преступление Гейнор совершил 10 февраля того же года. В тот день он снова явился в притон, где познакомился с предыдущей жертвой, с целью обмена компакт-дисков на крэк-кокаин. Вечером того же дня он познакомился с 42-летней Розмари Даунс, которая также страдала наркозависимостью и занималась проституцией. После знакомства Гейнор оказался в апартаментах Розмари Даунс, где рано утром после совместного употребления крэка впал в состояние аффекта и совершил изнасилование жертвы, предварительно связав её и засунув ей в рот кляп, вследствие чего она умерла позже от удушья.
18 февраля 1998 года Гейнор задушил 37-летнюю Джойс Диккерсон-Пи. На следующий день после убийства, её дочь обратилась в полицию по поводу её исчезновения. В ходе расследования нашлись свидетели, которые заявили, что перед исчезновением Диккерсон-Пи проводила время с Гейнором и двумя другими девушками, которые в течение вечера 18 февраля употребляли крэк-кокаин и безуспешно пытались продать ряд предметов в обмен на получение ещё одной дозы наркотиков. 27 февраля Гейнор был задержан и подвергнут допросу. Во время допроса у него был взят образец крови. В ходе допроса преступнику не удалось доказать свое алиби, но его тем не менее пришлось отпустить, так как тело Диккерсон-Пи на тот момент не было найдено. Тело Джойс Диккерсон-Пи было найдено только лишь 11 марта 1998 года. Как и в предыдущих случаях, на теле были найдены биологические следы. На основании результатов ДНК-экспертизы было установлена причастность Гейнора к совершению убийств Розмари Даунс и Джойс Диккерсон-Пи, вследствие чего он был арестован 10 апреля 1998 года.

## Суд
30 апреля 1998 года на одном из судебных заседаний в зале суда Альфред Гейнор был атакован сыном одной из своих жертв, Эриком Даунсом. В ходе рукоприкладства и удара стулом Гейнор получил физические увечья легкой и средней тяжести. Эрику Даунсу впоследствии были предъявлены обвинения в нападении на подсудимого и неуважении к суду. На основании результатов ДНК-экспертизы и отпечатков пальцев следствие смогло доказать причастность Гейнора к совершению убийств Розмари Даунс, Джойс Диккерсон-Пи, Лоретты Дэниелс и Джоанн Томас. В мае 2000 года он был признан виновным и получил в качестве наказания четыре срока в виде пожизненного лишения свободы без права на условно-досрочное освобождение. Свою вину он не признал.
В 2008 году Гейнор неожиданно обратился к прокуратуре округа Хампден с предложением заключить соглашение о признании вины. На основании условий соглашения Гейнор дал признательные показания в убийстве Веры Голлумс, Джилл Энн Эрмиллини, Робин Аткинс и Иветты Торрес. Преступник также признался в совершении убийства 20-летней Эми Смит, которая была убита в июне 1996 года в Спрингфилде. Обвинение в убийстве Смит были предъявлены племяннику Гейнора Полу Фиклингу, который в 1997 году был приговорен к пожизненному лишению свободы. В обмен на показания Альфред Гейнор требовал отмены приговора своему племяннику и назначения ему нового судебного разбирательства. Несмотря на то, что показания Гейнора в совершении убийства Эми Смит спустя 12 лет после его совершения вызывали сомнение в их достоверности, соглашение о принятии вины в конечном итоге было достигнуто. Свое решение Гейнор мотивировал смертью матери, которая умерла в 2006 году. Он заявил, что не мог признать свою вину в каких-либо убийствах, потому что не хотел нанести ей психологическую травму.
«Я просто не мог разрушить все то, во что она верила»" (англ. «I just couldn’t destroy everything she believed in») — заявил он в 2008 году.
В 2010 году приговор Полу Фиклингу был отменен. В ходе нового судебного разбирательства на основании сделки с правосудием Фиклинг был признан виновным в соучастии убийства Эми Смит и получил в качестве наказания 20 лет лишения свободы с учётом тех 14 лет, которые он к тому времени уже отбыл в заключении. Гейнор в 2010 году в ходе нового судебного процесса также был признан виновным в совершении ещё 5 убийств и получил в качестве наказания ещё 5 пожизненных сроков. На судебном процессе он раскаялся в содеянном и принес извинения родственникам своих жертв, заявив, что его поведенческие и эмоциональные нарушения были вызваны тяжелым интоксикационным воздействием наркотиков и зависимостью.

## В заключении
В 2005 году Альфред Гейнор с помощью посредников выставил на интернет-аукционе свой рисунок, сделанный цветными карандашами, изображающего Иисуса Христа, который был продан за 200 долларов, что вызвало общественный резонанс. Родственники жертв и представители различных правозащитных организаций выразили протест против возможности получения прибыли заключенных, которые зарабатывают от огласки своих преступлений и обратились к законодательным органам штата с требованием принять законопроект. Однако подобный законопроект так и не был принят. В 2010 году стало известно, что Гейнор также при участии посредников продает на интернет-сайтах свои фотографии, рисунки, волосы, а также работает дилером по продаже автомобилей в компании, находящейся в Монреале, которая пересылает процент от его сделок на его сберегательный счет. После обнародования этих фактов в Генеральном совете штата снова возникли дебаты по поводу принятия законопроекта, на основании которого штат может конфисковать средства, получаемые осуждённым от издания книг, изображения истории в кино и т. д., чтобы направить эти деньги на компенсацию жертвам преступлений данного преступника.